# Forsvarets medalje for feltsport
Der Forsvarets medalje for feltsport (deutsch: Medaille für Wehrsport) ist ein norwegisches Ehrenzeichen, das seit dem Jahr 2012 für das Erreichen von mehrmaligen Wiederholungen verschiedener Sportabzeichen verliehen wird.

## Geschichte
Den Soldaten der norwegischen Streitkräfte war es erlaubt diverse Sportabzeichen als Bandschnalle oder im Original an der Uniform zu tragen. Da durch die Vielzahl der Sportabzeichen andere und höherwertig eingeschätzte militärische Auszeichnungen weniger zur Geltung kamen, wurde das System reformiert.
Mit dem Inkrafttreten der Neuordnung für norwegische Orden und Ehrenzeichen sind der Forsvarets medalje for feltsport zusammen mit der Forsvarets medalje for skyting (= Schützenmedaille der Streitkräfte) seit dem 1. Januar 2012 die einzigen beiden zugelassenen Abzeichen für sportliche Leistungen.

## Beschreibung
Der Forsvarets medalje for feltsport besteht aus einem ovalen Kranz aus vergoldetem Metall gestaltet, der von einem grünen Feld hinterfangen. Das Emblem der norwegischen Streitkräfte befindet sich oben auf dem Kranz, ein Lorbeerzweig liegt schräg über der Mitte und am unteren Rand des grünen Feldes befindet sich ein Stern.
Die Medaille hängt an einem schwarzen Band, das in der Mitte von einem weißen Streifen mit grünen Kanten durchbrochen wird. Auf der Bandschnalle verläuft der grün-weiße Streifen diagonal, so wie es den früheren Entwürfen nach auch für das Band der Medaille vorgesehen war.

## Abzeichen
Um den Forsvarets medalje for feltsport zu erhalten, müssen drei der folgenden acht Sportabzeichen in der Stufe Gold erreicht worden sein. Darunter müssen sich mindestens zwei militärische Abzeichen befinden, so dass maximal eines der drei zivilen gewertet werden kann.
- Det militære femkampmerket (= Abzeichen für Militärischen Fünfkampf)
- Det militære marsjmerke (= Marschabzeichen)
- Det militære skimerke (=Militärisches Skiabzeichen)
- Feltidrettsmerket (= Wehrsportabzeichen)
- Infanterimerket (= Infanterieabzeichen)
- Norges idrettsforbunds idrettsmerke (= Norwegisches Sportabzeichen)
- Norges Skiskytterforbunds skiskyttermerke (= Norwegisches Biathlonabzeichen)
- Den store havhesten (= Norwegisches Rettungsschwimmabzeichen)